# Nicki Sørensen
Nicki Sørensen (Hillerød, 14 de Maio de 1975) é um ciclista profissional da Dinamarca.